# Карл Гега
Карл Ритер фон Гега или Карл фон Гега (Венеција, 10. јануар 1802 — Беч, 14. март 1860) био је аустријски племић и пројектант железница у Аустријском царству.

## Порекло
Отац му је био Антон Гега, капетан венецијанске морнарице. Његова мајка Ана, рођена Прибис. Дана 24. јуна 2005. године, у организацији Амбасаде Албаније у Бечу, одржан је симпозијум Карл Гега – Између легенде и стварности. Показало се да је Карл Ритер фон Гега био албанског порекла. Гегини преци су емигрирали из Албаније у Пераст у Црној Гори, а одатле у Венецију. Ђерђи Гега је био капетан и судија који је из Албаније прешао у Пераст. Његов син Кристофор отпутовао је из Пераста у Венецију, где је постао морнарички официр. Кристофор Гега (Карлов прадеда) имао је сина Гаспера (Карлов деда), који је такође постао морнарички официр и капетан. Гаспер Гега се оженио Лауром Јавели, чија је породица деценијама водила „Албанску школу“ у Венецији. Имали су троје деце: Антона, Ђованантона и Анђела. Најстарији, Антонио (Антон) постао је капетан венецијанске морнарице и био је Карлов отац.

## Биографија
Студирао је у Падови, где је са 18 година полагао испит за доктора математике. Био је везан за Царски одбор јавних зграда када му је пажњу привукао развој железнице који је захватио целу Европу. Инжењерску каријеру започео је у области путева и хидротехнике у Венецији. Између осталог допринео је изградњи пута преко Кортине д'Ампецо до Тоблаха. Од 1836. до 1840. године био је надзорник изградње железничке пруге од Брна до Брецлава, и такозване Северне железнице цара Фердинанда. 
По повратку на државну железницу почео је са планирањем железничке пруге ка југу, од Мирцушлага до Граца и Трста. Године 1844. поднео је план за прелазак преко Семеринга, са локомотивама без додатне шине за зупчанике. Пре него што је изградња у потпуности одобрена, почео је да ради на пројекту локомотива које могу да вуку на стрмим успонима. Изградња Семерингбана је започета 1848., а завршена 1854. 1856. године, Боровнички вијадукт, један од најимпозантнијих железничких мостова тог доба, изграђен је по нацртима фон Геге као део Аустријске јужне железнице од Беча до Трста.
Године 1851. Гега је проглашен витезом (Ритером) за своје заслуге у земљи, а 1853. је постављен за шефа планирања за целу железничку мрежу Аустријског царства.
Карл фон Гега је такође добио задатак да изгради железницу у Трансилванији, али овај пројекат није могао да доведе до краја због смрти. Умро је од туберкулозе у Бечу 1860. године.